# Csingervölgy (település)
Csingervölgy Ajkához tartozó terület, a város délkeleti részén fekszik.

## Története
Ajka várossá fejlődésének folyamatában kulcsfontosságú szerepe volt a Csingervölgy területén 1865-ben feltárt barnaszénnek.
Az első szénkibúvásokat a Puzdor család birtokán, Felső-Csinger területén találták meg, így tehát az első bányanyitás is itt történt. Azóta számos bánya működött a völgyben és környékén, például az ajkai szénmedencéhez tartozó Padragkúton is, ezek közül a jelentősebbek:
- Ödön-táró (1871, 1872–?)
- Gyula-táró
- György-táró
- Emma-akna (1870–?)
- Krisztina-akna (1870–?)
- Zichy-akna
- Fő-akna
- Ármin-akna (1900–1965)
- Kossuth-akna
- Gizella-táró
- Jolán-akna
- új Jókai-akna
- Skyp-akna
- Hunyadi-akna
- Táncsics-akna
- Kossuth-bánya
- Ármin-bánya (1965–2004)
- Jókai-bánya (?–2000)
- Balinka-bánya (?–2003)
- Padrag-bánya (?–1997).

Az Ármin-akna területén 1965-ben bányászati múzeumot alakítottak ki, mely napjainkban is bányászattörténeti látványosság.

## Képek

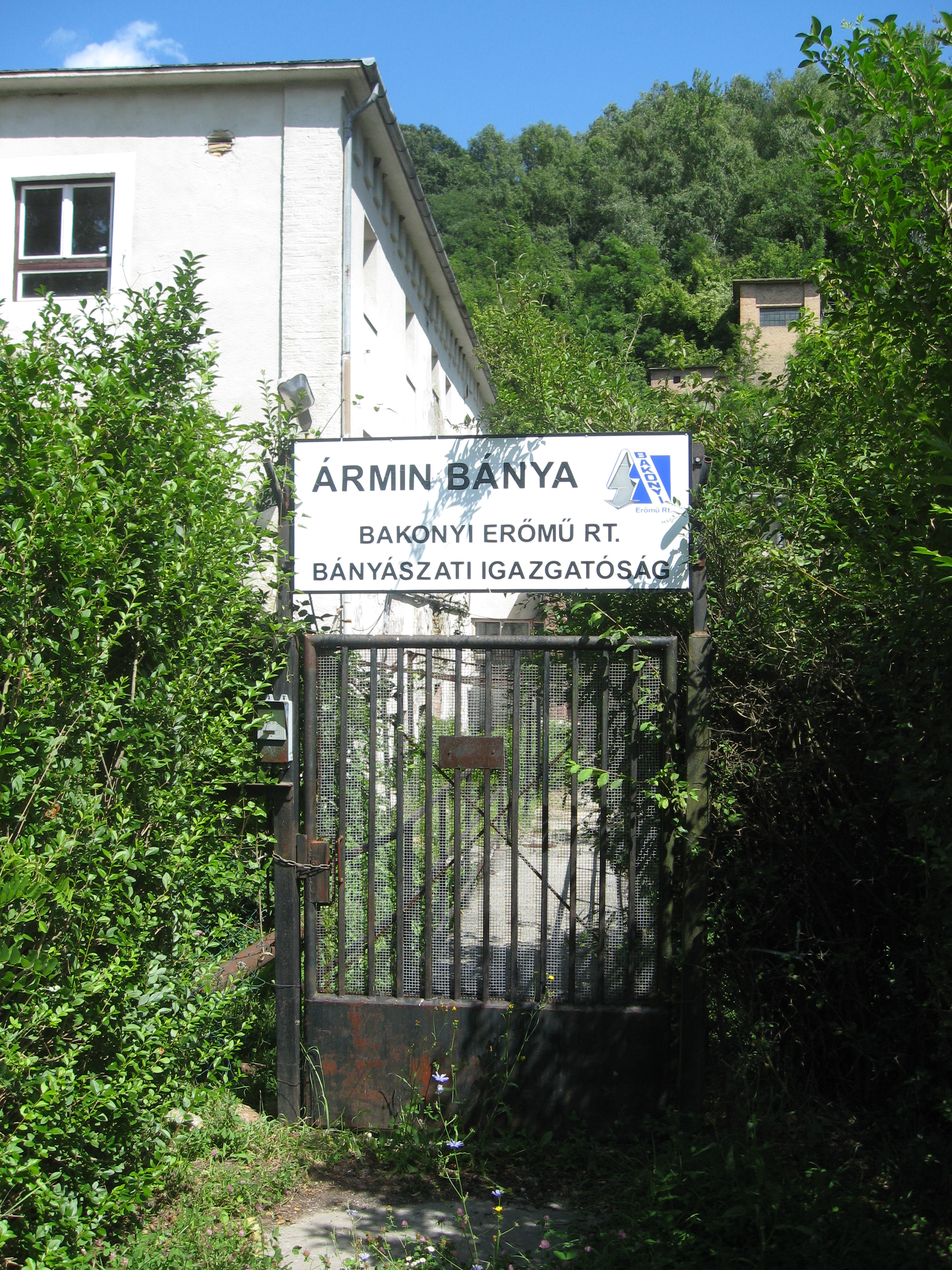
Az Ármin-bánya bejárata
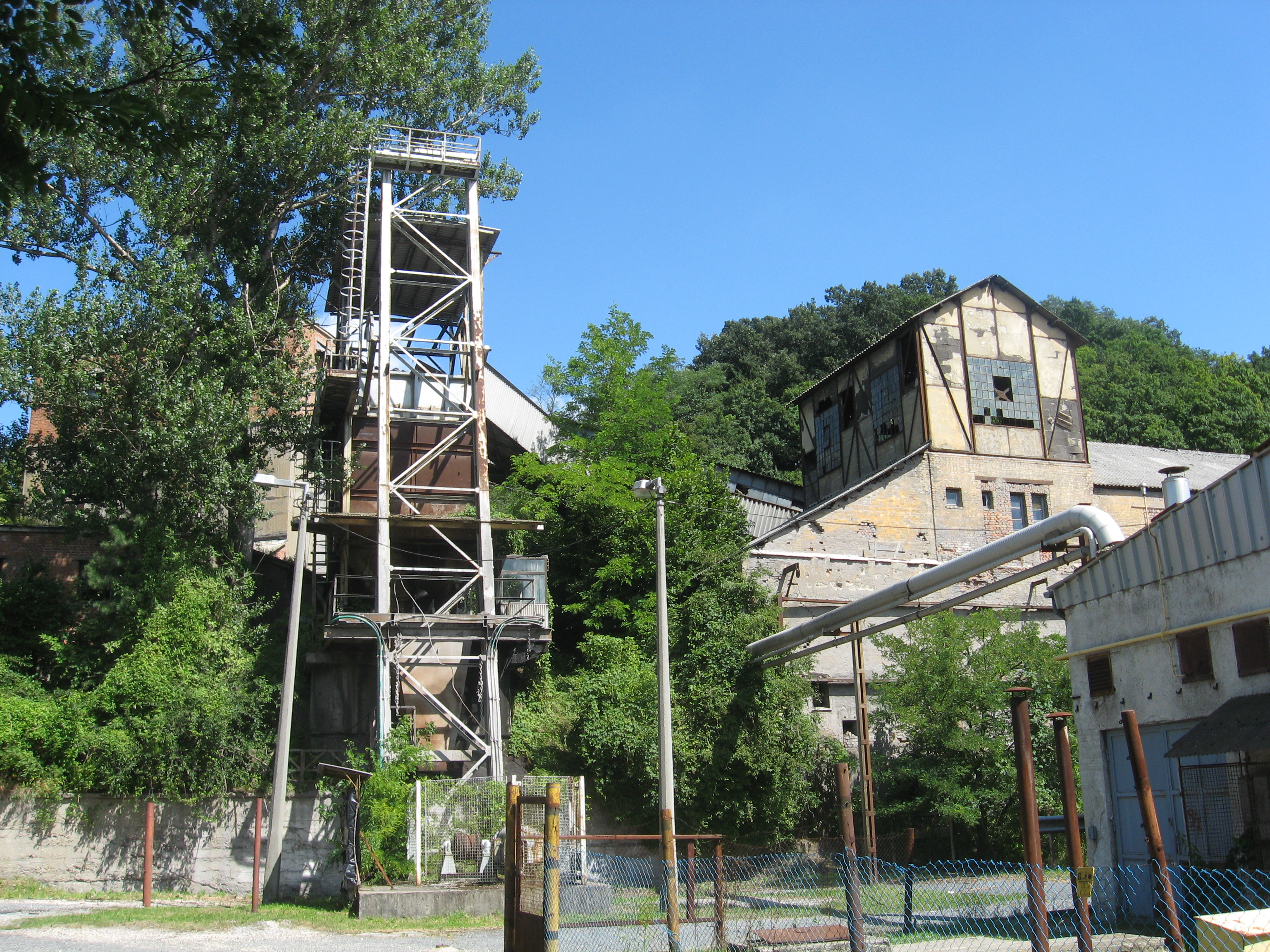
Az Ármin-bánya
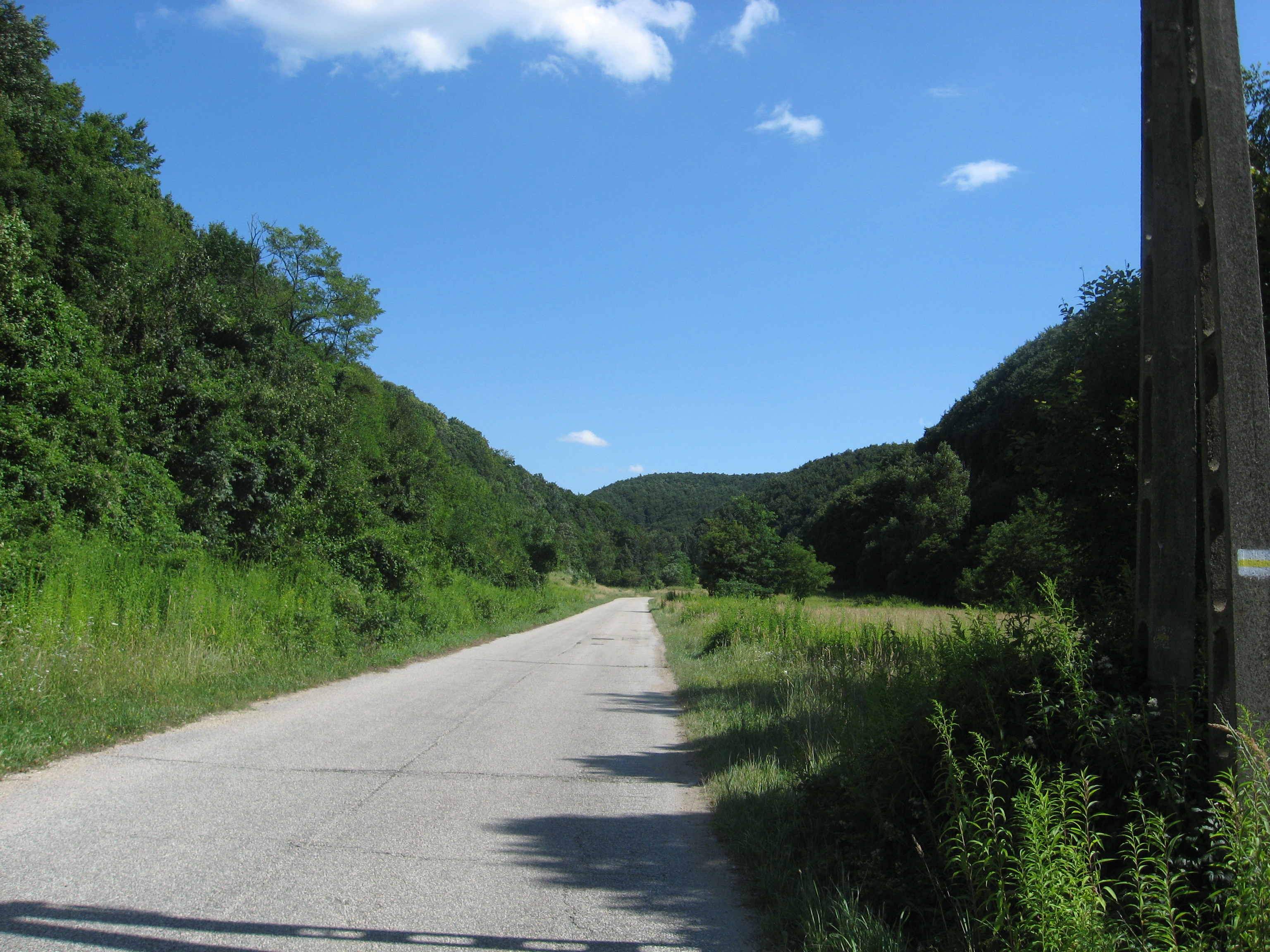
A Jókai-bánya hűlt helye
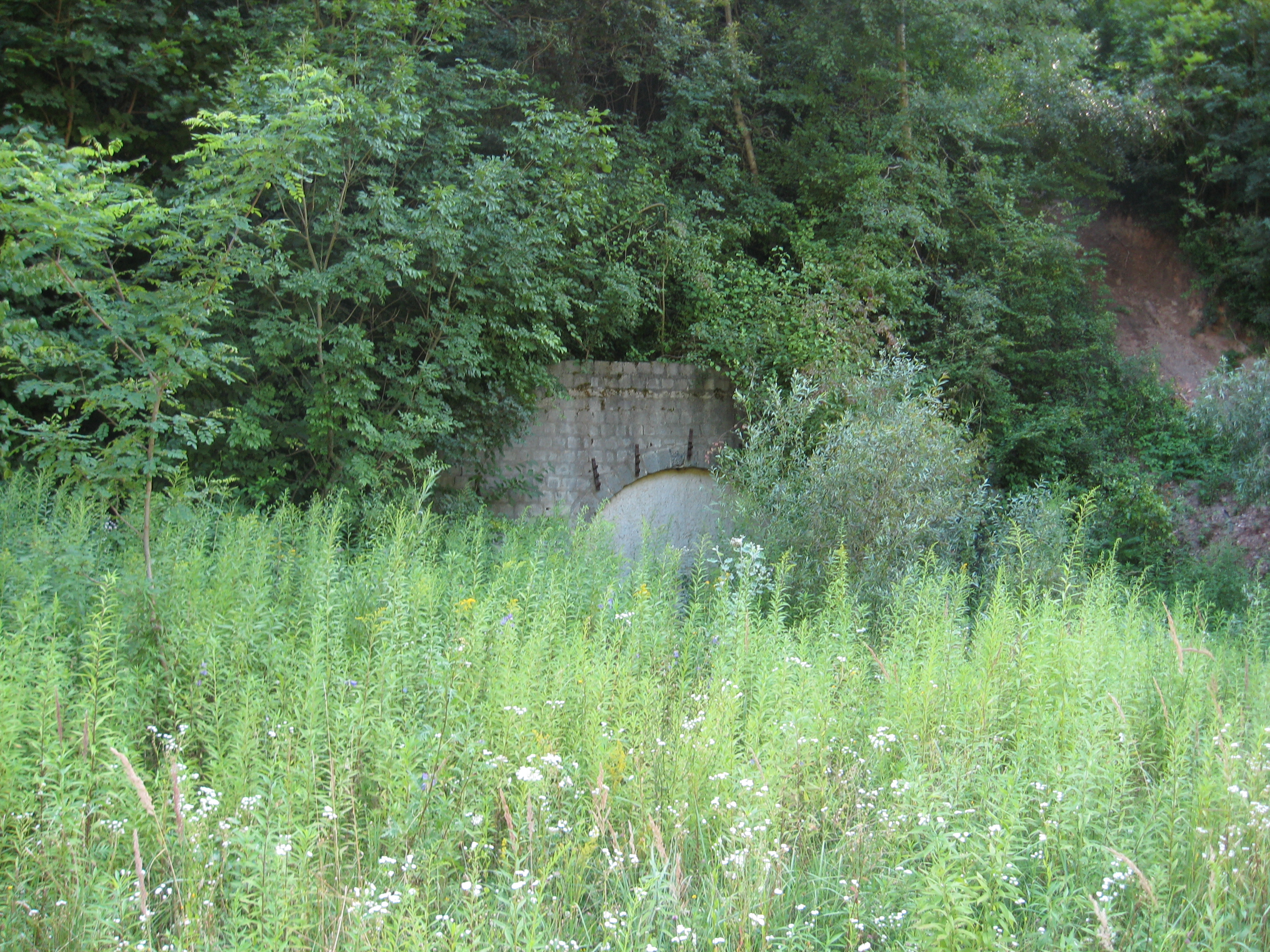
Befalazott táró a Jókai-bányában
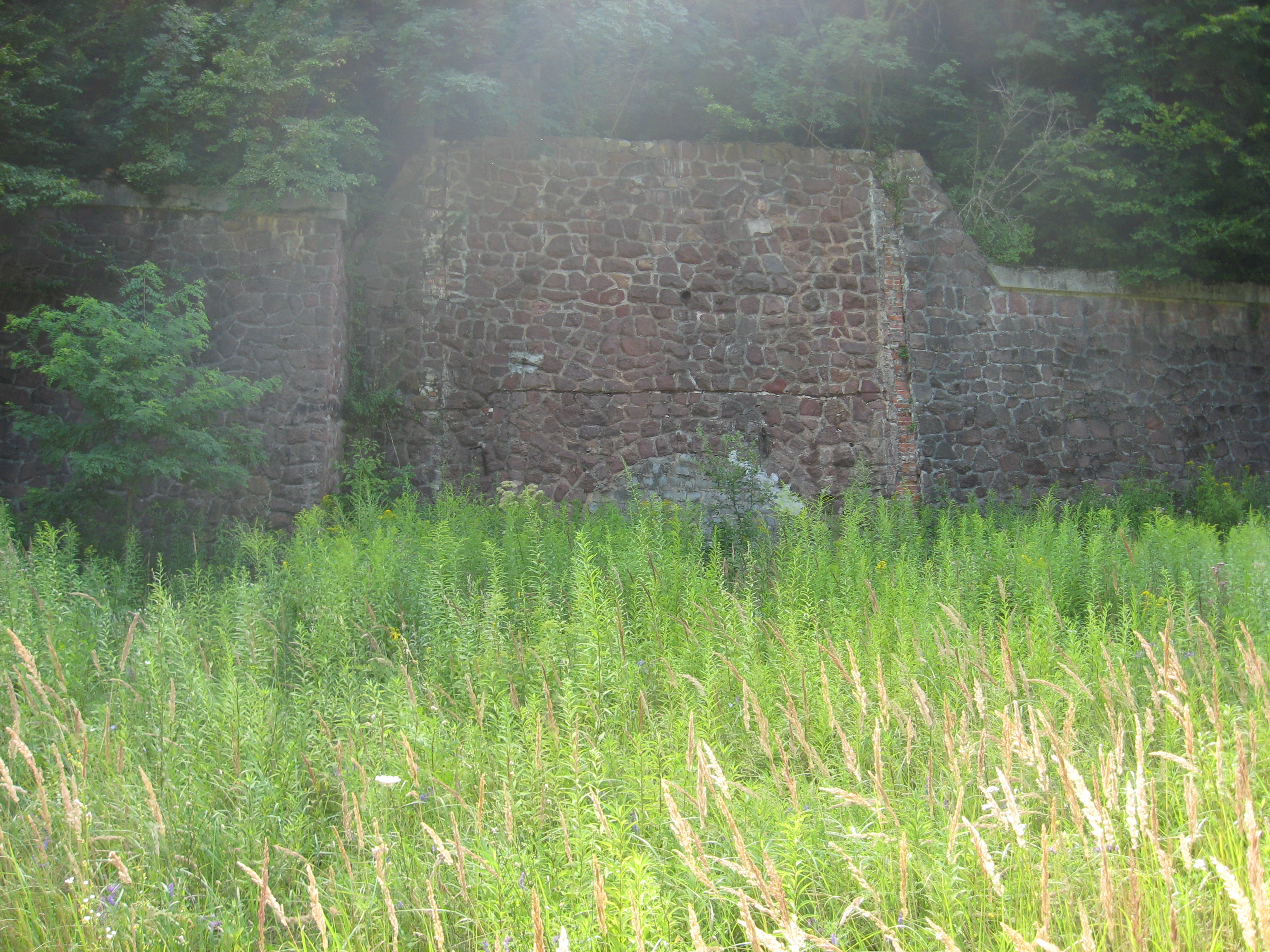
Befalazott táró a Jókai-bányában – 2.
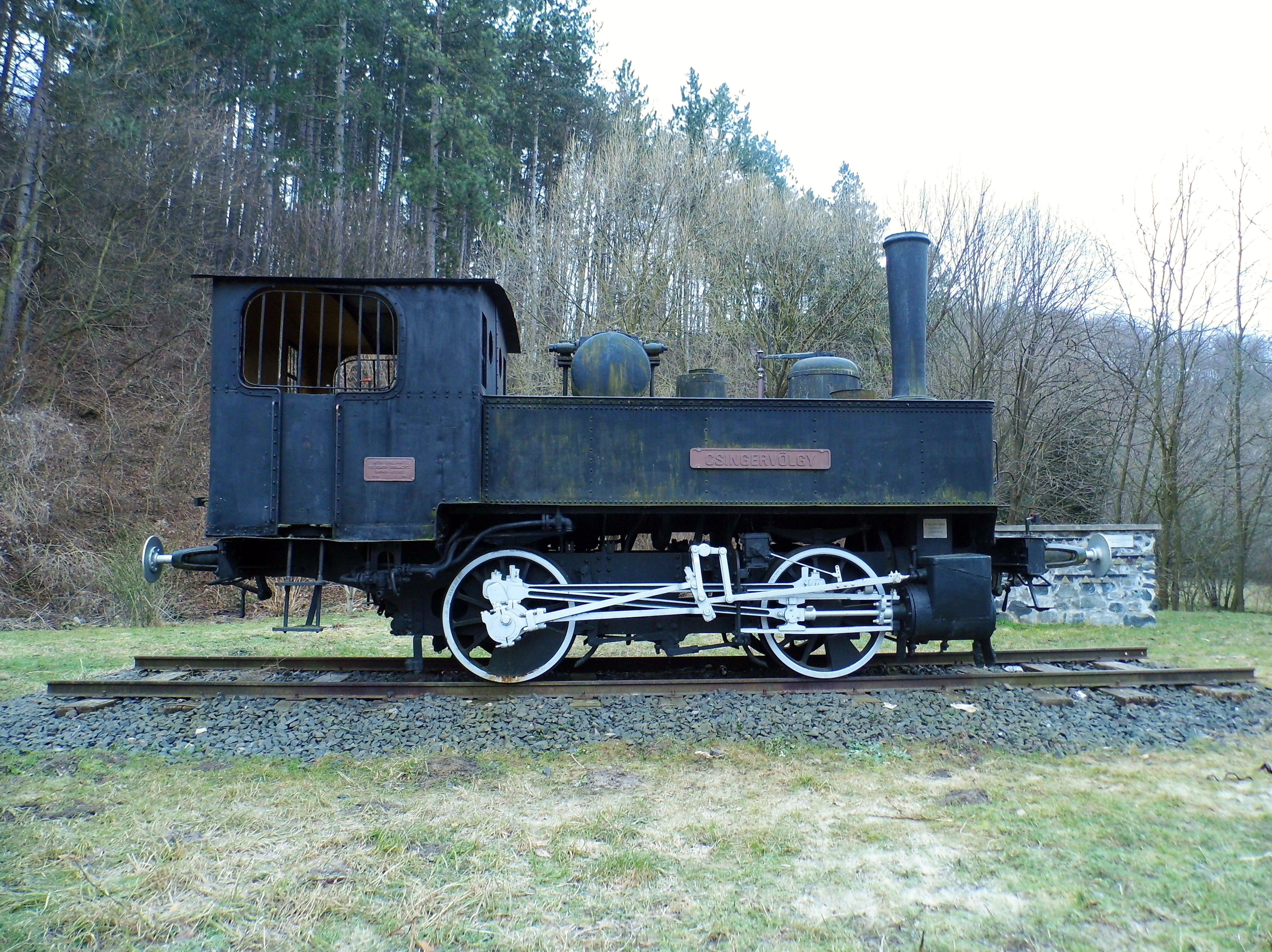
A kiállított Csingervölgy gőzös
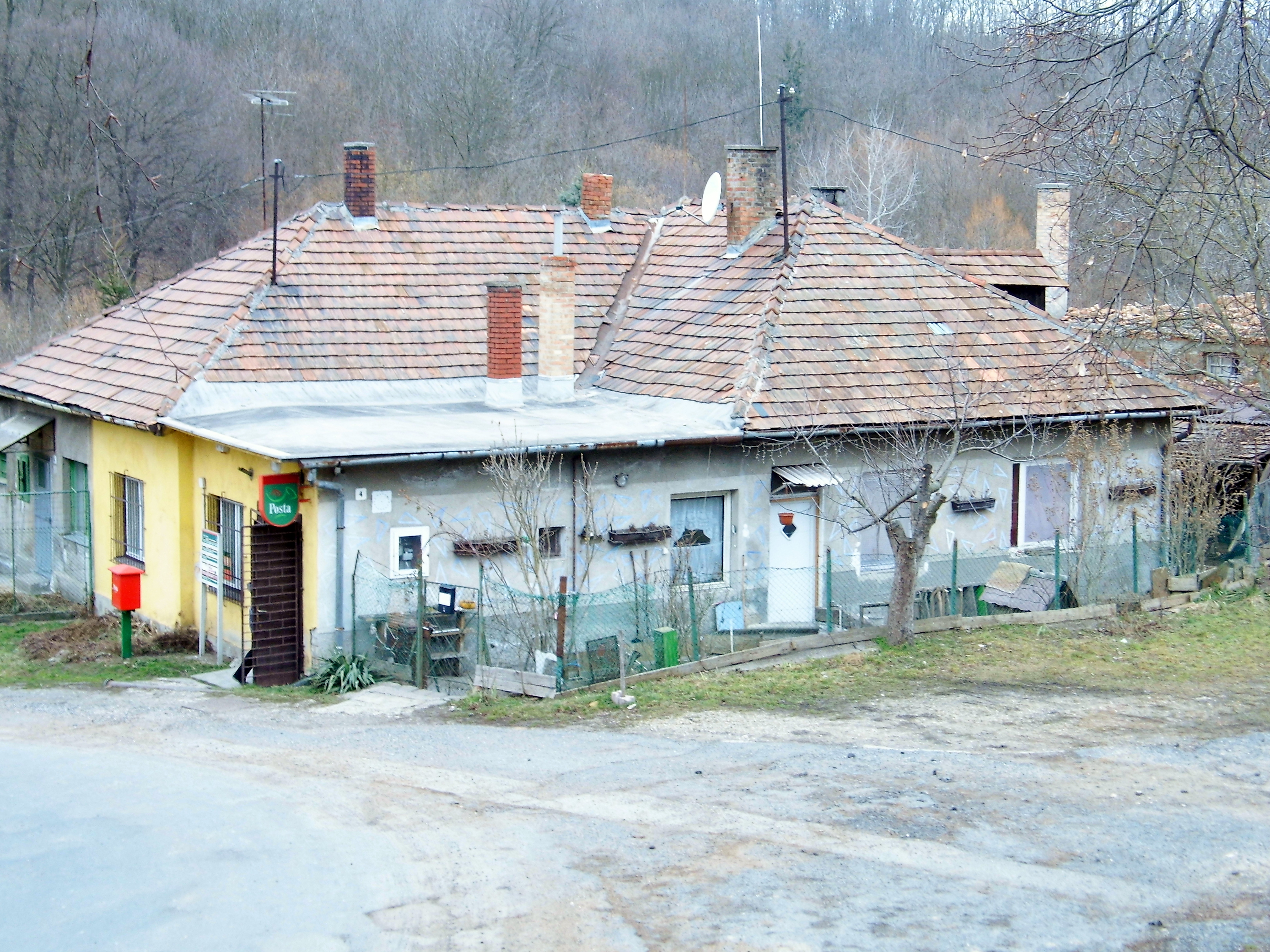
A posta